# Bronchocela jubata
Bronchocela jubata är en ödleart som beskrevs av  Duméril och BIBRON 1837. Bronchocela jubata ingår i släktet Bronchocela och familjen agamer. IUCN kategoriserar arten globalt som livskraftig. Inga underarter finns listade.